# (10039) Keet Seel
(10039) Keet Seel es un asteroide que forma parte del cinturón de asteroides y fue descubierto por Brian A. Skiff desde la Estación Anderson Mesa, en Flagstaff, Estados Unidos, el 2 de junio de 1984.

## Designación y nombre
Keet Seel fue designado al principio como 1984 LK.
Posteriormente, en 1999, se nombró por las ruinas navajas de Keet Steel.

## Características orbitales
Keet Seel orbita a una distancia media del Sol de 3,151 ua, pudiendo alejarse hasta 4,332 ua y acercarse hasta 1,97 ua. Su inclinación orbital es 6,452 grados y la excentricidad 0,3748. Emplea 2043 días en completar una órbita alrededor del Sol. El movimiento de Keet Seel sobre el fondo estelar es de 0,1762 grados por día.

## Características físicas
La magnitud absoluta de Keet Seel es 13.